# Бюргершафт
Бюргершафт (нем. Bürgerschaft — «бюргерство») — название ландтага немецких земель Гамбург и Бремен. Бюргершафт Свободного и ганзейского города Любек с 1937 году считается не ландтагом а представительным органом местного самоуправления.
Представительные органы местного самоуправления некоторых ганзейских городов традиционно называются бюргершафтом, а именно:
- ганзейский город Грайфсвальд
- ганзейский город Любек
- ганзейский город Росток
- ганзейский город Штральзунд
- ганзейский город Висмар